# تود روجرز (لاعب رياضة إلكترونية)
تود روجرز (بالإنجليزية: Todd Rogers)‏ هو لاعب رياضة إلكترونية ‏ أمريكي، ولد في 1 ديسمبر 1964.

## وصلات خارجية
- تود روجرز على موقع IMDb (الإنجليزية)
- تود روجرز على موقع قاعدة بيانات الفيلم (الإنجليزية)